# 纤细薹草
纤细薹草（学名：Carex pergracilis）为莎草科薹草属的植物。分布在中国大陆的四川、云南等地，生长于海拔1,800米至2,450米的地区，常生长在山路旁树丛边或潮湿的岩石缝中，目前尚未由人工引种栽培。